# X JAPAN Showcase in L.A. Premium Prototype
X JAPAN Showcase in L.A. Premium Prototype è un DVD degli X Japan. Uscito il 6 settembre 2010, contiene la registrazione dello showcase tenuto nel gennaio 2009 dalla band a Los Angeles.

## Tracce
1. Opening
2. KODAK THEATRE LIVE (Making)
3. I.V. (LIVE) - (YOSHIKI - YOSHIKI)
4. Rusty Nail (Making)
5. Rusty Nail (LIVE) - (YOSHIKI - YOSHIKI)
6. JADE (Making)
7. JADE (LIVE) - (YOSHIKI - YOSHIKI)
8. ENDLESS RAIN  (LIVE) - (YOSHIKI - YOSHIKI)
9. Ending (Interview)

## Formazione
- Toshi - voce
- HEATH - basso
- PATA - chitarra
- Hide - chitarra
- SUGIZO - chitarra
- Yoshiki - batteria, pianoforte